# Mariánský sloup (Liberec)
Mariánský sloup v Liberci je barokní sakrální stavba, tzv. mariánský sloup, v Liberci, městě v severních Čechách.

## Historie

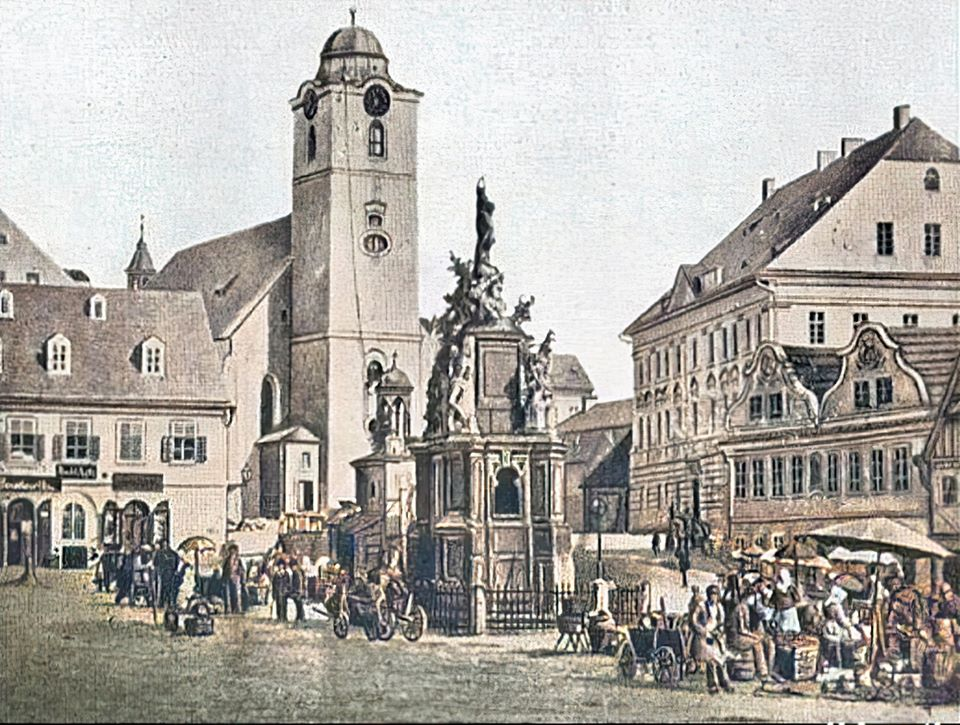
Mariánský sloup před (rovněž přemístěnou) kaplí Božího hrobu a kostelem sv. Antonína na Novoměstském náměstí v Liberci (18., nebo 19. století)

Pískovcový sloup byl vytvořen v letech 1719 až 1720 na objednávku Christiana Karla z Platzu a Ehrentalu z vděčnosti za ušetření města během masivní morové epidemie v letech 1708 až 1714. Zakázka byla zadána známému českému sochaři Matyáši Bernhardu Braunovi. Původně byl vztyčen na Novoměstském náměstí (později Sokolovské) před kostelem sv. Antonína. V roce 1830 byl renovován a v roce 1877 byl umístěn před křížovou cestou u kostela sv. Kříže.
Od roku 1958 je objekt chráněn jako kulturní památka. V letech 1972 a 2002 prošel renovacemi.

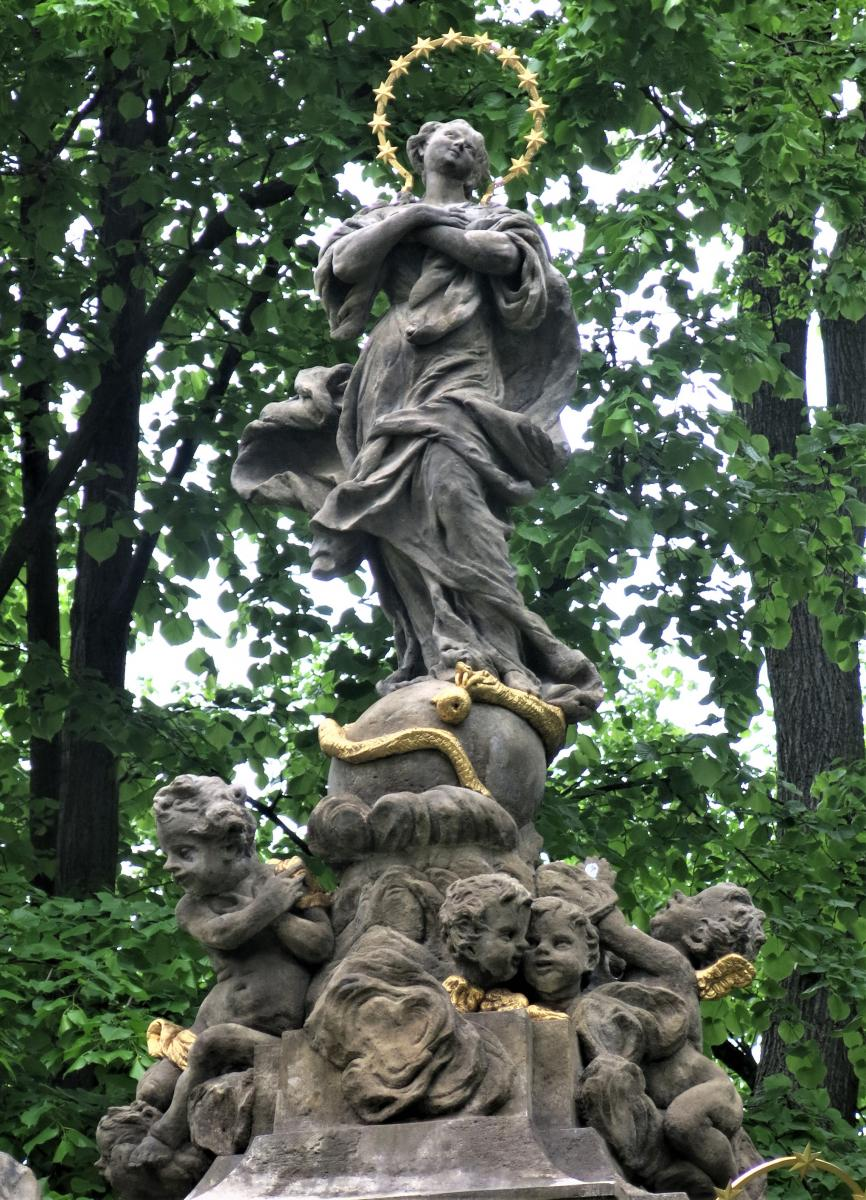
Detail sochy Panny Marie

## Popis
Socha Panny Marie stojí na zeměkouli, která spočívá na osmiboké podstavě, na níž po obou stranách stojí čtyři sochy: Svatý Florián, nalévající vodu ze džbánu na hořící dům; Svatý Jan Nepomucký s krucifixem a pětihvězdičkovým věncem; Svatý Roch jako poutník, po jehož boku sedí pes, který nese chléb a Svatý Šebestián u mučednického sloupu. Uprostřed čtyř soch je umístěn čtvercový podstavec s několika vysochanými putti a zeměkoulí se sochou Marie.